# 陶樓

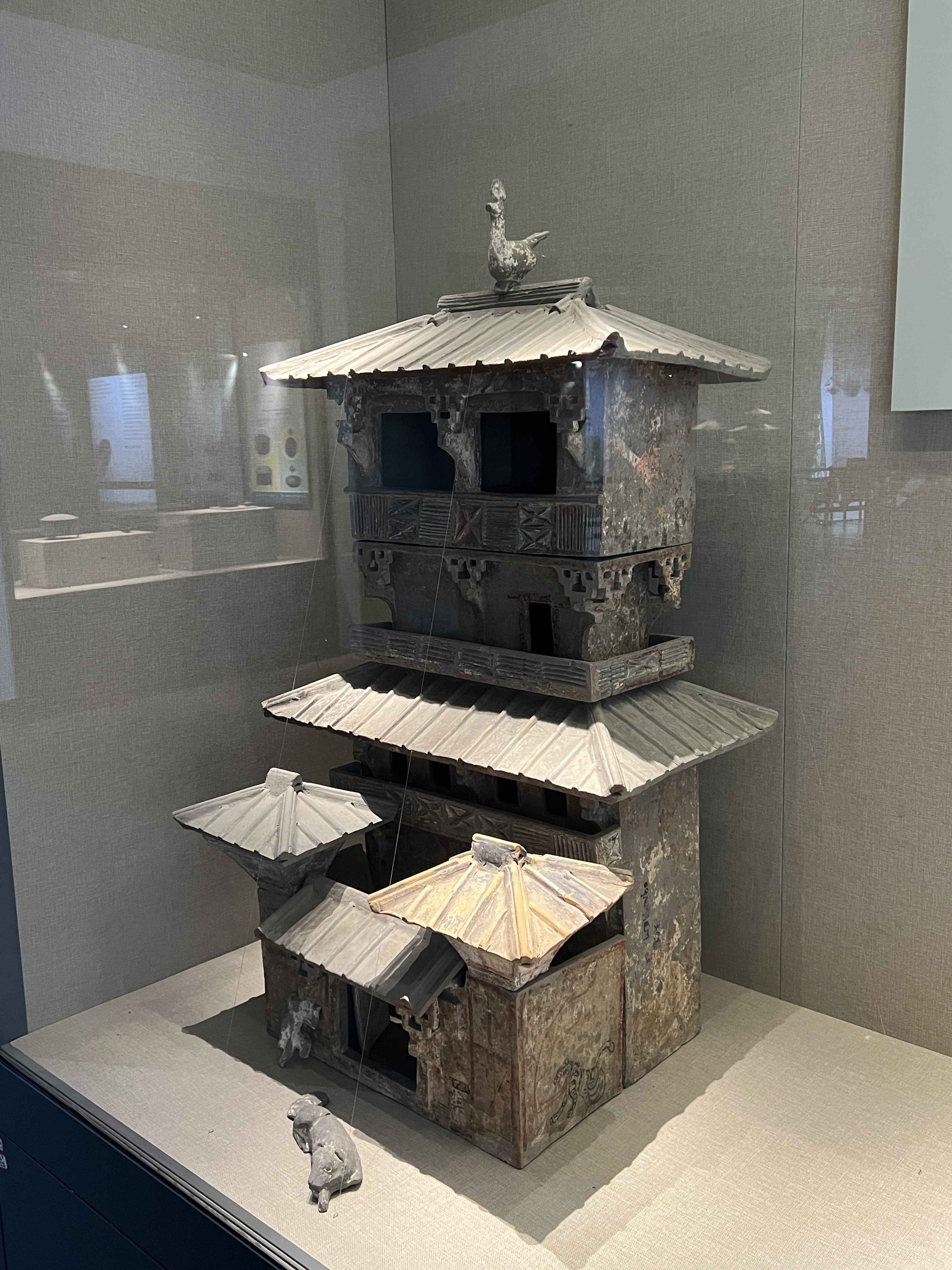
焦作市博物館藏陶仓楼

陶樓或陶屋是中國古代的一種陶器，通常是以陶土制作的房屋模型，用於随葬品或其他祭祀用途，希望死者在“來世”有其居。它反映了当时的理想建筑风格，广泛出现在汉代及其后的墓葬和考古遗址中。